# 経済戦争
経済戦争（けいざいせんそう、英語: Economic warfare）は、戦争時の軍事作戦や秘密作戦の一部として行われる経済政策に対する用語。また日本語においては、戦時ではなくとも、国家間の経済利害の対立が深刻化した状態を指して使われることもある。この意味に近い英語は trade war （貿易戦争）である。
戦時の経済戦争の目的は軍や諜報機関が効率よく作戦を遂行できるよう重要な経済資源を取り込むこと、そして敵が戦争を上手く遂行する事ができないように敵の軍隊から資源を奪うことである。
経済戦争の概念は国民国家間の紛争、特に国家の軍隊だけでなく、戦時体制に向け国家全体の経済動員をも巻き込む国家総力戦の際に適用されることが最も多い。このような状況においては、敵の経済に悪影響を及ぼす因子は戦争を遂行する際の敵の能力に直接影響する。
以下に経済戦争で用いられる手法の種類や政策を挙げる。
1. 封鎖
2. ブラックリスト化
3. 貿易妨害（英語版）
4. 報奨金
5. 敵資産の取り込み

明確な経済戦争の例は第二次世界大戦中、連合国が枢軸国経済から重要な資源を奪った上記の政策に従った点に見ることができる。同様に、枢軸国は物資、原料、戦争関連の装備などを運ぶ補給艦の拿捕、撃沈を行う無制限潜水艦作戦により連合国にダメージを与えようと試みた。